# Karviná
Karviná (polsk: Karwina) er en by i det østlige Tjekkiet med et indbyggertal (pr. 2006) på ca. 63.000. Byen ligger i regionen Moravskoslezský kraj, på grænsen til nabolandet Polen.